# クリスチナ女王
『クリスチナ女王』（クリスチナじょおう、Queen Christina）は、1933年のアメリカ合衆国の歴史映画。
17世紀のスウェーデン女王・クリスティーナの恋愛・退位に至るまでを描いている。ルーベン・マムーリアンが監督、グレタ・ガルボ、ジョン・ギルバートが主演した。ガルボとギルバートは『恋多き女』（1928）以来、5年ぶりの共演となった。

## キャスト
- クリスティーナ: グレタ・ガルボ
- アントニオ: ジョン・ギルバート
- マグヌス（英語版）: イアン・キース（英語版）
- アクセル・オクセンシェルナ: ルイス・ストーン（英語版）
- エバ（英語版）: エリザベス・ヤング
- アーゲ: C・オーブリー・スミス
- カール: レジナルド・オーウェン（英語版）

## スタッフ
- 監督：ルーベン・マムーリアン
- 製作：ウォルター・ウェンジャー
- 脚本：ザルカ・フィアテル（英語版）、H・M・ハーウッド（英語版）
- 音楽：ハーバート・ストサート（英語版）
- 撮影：ウィリアム・ダニエルズ（英語版）
- 編集：ブランシュ・セーウェル（英語版）
- 美術：アレクサンダー・トルボフ（英語版）
- 衣裳：エイドリアン（英語版）
- 録音：ダグラス・シアラー

## 映画賞ノミネーション
- 1934年 ヴェネツィア国際映画祭ムッソリーニ杯（外国映画大賞、受賞は『アラン』）